# Ганноверский университет
Ганноверский университет имени Готфрида Вильгельма Лейбница (нем. Gottfried Wilhelm Leibniz Universität Hannover, также Ганноверский университет имени Лейбница (Leibniz Universität Hannover, сокр. LUH) — высшее учебное заведение в немецком городе Ганновере.

## Общие сведения
Ганноверский университет является вторым по величине (после Гёттингенского университета) высшим учебным заведением в земле Нижняя Саксония. Здесь обучаются 20 758 студентов (в учебном году 2010/2011), из них 3138 — иностранные студенты. Число сотрудников университета составляет 3670 человек, из них 315 профессоров. Бюджет учебного заведения — около 309 млн евро (2007). Президент университета — Фолькер Эппинг. Ориентированный преимущественно на изучение технических дисциплин Ганноверский университет является частью Нижнесаксонской технической высшей школы ((NTH)).

## История
Начало Ганноверскому университету было положено в 1830 году, когда под руководством Карла Кармарша (бывшего директором в течение последующих 45 лет) в здании, принадлежавшем местному пивному и водочному фабриканту Христиану-Вильгельму Борнеману, была открыта Высшая реальная школа. 64 студента здесь изучали архитектуру, бухгалтерию, физику, химию, математику, машиностроение, естествознание и черчение. В 1837 году Высшая школа была переведена в новое здание в центре Ганновера. В 1844 году здесь обучается уже 280 учеников, в 1847 году она получила название Политехнической школы. В 1853 году количество преподаваемых предметов увеличилось втрое. В 1854—1855 годах здесь была открыта одна из самых современных на то время химических лабораторий Германии.
В 1875 году в ганноверской Политехнической школе уже обучается 868 студентов. В 1879 году она получает название Королевской технической высшей школы. Согласно новому положению от 1880 года, школа имела 5 факультетов: архитектуры, строительной инженерии, машиностроения, химии и электротехники, а также общенаучных исследований. При правлении кайзера Вильгельма II ганноверская Политехническая школа была уравнена в правах с университетами, получив разрешение присваивать учёные степени. С 1909 года она была открыта для обучения женщин.
После окончания Первой мировой войны число студентов здесь составило около трёх тысяч человек. Для оказания материальной помощи в разорённой войной и кризисами стране было в 1922 году организовано общество «Студенческая взаимопомощь». Тогда же в университете была проведена реорганизация, после которой обучение проводилось на трёх факультетах — общенаучном, строительства и архитектуры, машиностроения и электротехники.
В годы Второй мировой войны из 23 принадлежавших университету зданий пять были полностью разрушены, остальные — в разной степени повреждены. Восстановление университета происходило в период с 1947 по середину 1950-х годов. В 1951 году здесь начинают изучать судостроение, в 1952 году появляется четвёртый по счёту, сельскохозяйственный факультет. В 1968 году открывается пятый факультет — социальных исследований. Количество студентов стремительно растёт, достигнув в 1978/1979 учебном году 18 тысяч человек.
В 1968 году Политехническая школа получила название Технический университет, в 1978 году он был переименован в Ганноверский университет. С лета 2006 года университет носит имя Готфрида Вильгельма Лейбница.

## Учебная часть
В настоящее время университет состоит из 9 факультетов:
- архитектуры и строительного планирования
- строительной инженерии и геодезии
- электротехники и информатики
- юридического
- машиностроения
- математики и физики
- естествознания
- философского
- экономического

Изучаются на постоянной основе более 50 предметов, при университете работают 160 научных институтов, в которых работают около двух тысяч учёных. В 1831 году также была открыта университетская библиотека, в которой, несмотря на бомбардировки времён Второй мировой войны, сохранилось значительное количество редких и раритетных изданий.

## Веб-сайт
- Официальный сайт университета Вильгельма Лейбница